# Ljubica Ratkajec Kočica
Ljubica Ratkajec Kočica, hrvaška likovna umetnica, keramičarka, kiparka in oblikovalka, * 28. februar 1935, Zagreb.

## Življenjepis
Leta 1951 se je v Zagrebu vpisala na petletno strokovno šolo, na oddelek za keramiko in porcelan, kjer je leta 1956 tudi diplomirala. Kasneje se je uveljavila kot vodilna preoblikovalka keramike oblikovalka stekla, zaradi česar se je preselila v Rogaško Slatino , kjer je med letoma 1958 in 1969 kot delala v steklarni kot industrijska oblikovalka stekla. Leta 1969 je pridobila status likovne umetnice uporabne umetnosti in začela samostojno ustvarjati na področju oblikovanja stekla in keramike. Od leta 1963 je sodelovala na različnih samostojnih in skupinskih razstavah na Hrvaškem in v Sloveniji, pa tudi drugod v tujini, kjer je v večini razstavljala steklo in keramiko. Leta 1972 je imela prvo samostojno razstavo v Rogaški Slatini. 
Je redna članica Združenja likovnih umetnikov za uporabno umetnost Hrvaške, od leta 1978 pa je tudi članica Društva oblikovalcev Slovenije.
Danes je znana tudi po tem, da že od leta 1988 za revijo Jana izdeluje skulpture za Slovenko leta ter protokolarna in poslovna darila za protokol republike Slovenije.